# 三江水族乡
三江水族乡是中华人民共和国贵州省黔东南苗族侗族自治州榕江县下辖的一个民族乡。

## 行政区划
三江水族乡下辖以下村级行政区划单位：
怎冷村、乔由村、冷衣村、故衣村、乔乌村、乔来村、断颈龙村、分从村、长岭村、脚车村、有路村、四格村和有埃村。

## 中国传统村落
2013年8月，脚车村苗寨被评为第二批中国传统村落。